# The Jungle Book 2
The Jungle Book 2 (Brasil: Mogli - O Menino Lobo 2 / Portugal: O Livro da Selva 2) é um longa-metragem de animação produzido pelo estúdio DisneyToons em Sydney, Austrália e lançado pela Walt Disney Pictures e Buena Vista. O filme é uma sequência do filme de 1967, The Jungle Book.
A versão cinematográfica do filme foi lançada na França em 5 de fevereiro de 2003. Protagonizado pelas vozes de atores famosos como Haley Joel Osment na voz de Mowgli e John Goodman como Baloo. O filme foi produzido originalmente como um filme de vídeo, mas foi lançado nos cinemas em primeiro lugar, à semelhança do que aconteceu com a sequela de Return to Never Land. Foi a terceira sequela da Disney a estrear nos cinemas anteriormente a ser lançada em vídeo: as outras duas foram The Rescuers Down Under em 1990 e Return to Never Land em 2002. O filme não é baseado no The Second Jungle Book de Rudyard Kipling, publicado em 1895, embora existam vários personagens em comum.
A Disney lançou versões VHS e DVD, em 10 de junho de 2003, e uma edição especial em DVD em 17 de junho 2008. Este filme é parte do cânone oficial dos Walt Disney Clássicos na América Latina.

## Sinopse
Mogli agora vive em uma aldeia de homens com seus pais adotivos e seus novo irmãozinho, Ranjan, e fez amizade com a menina que o trouxe para a aldeia de homens, Shanti. Quando Mogli entra em apuros, culpa Shanti, e se recusa a falar com ela. Mogli, em seguida, foge para a selva. Depois de escapar de um estouro de elefantes, Baloo entra na aldeia de homens para visitar Mogli, sem o conhecimento dos habitantes. Além disso, o arqui-inimigo de Mogli, Shere Khan, está de volta para a vingança. Enquanto isso, Shanti tenta pedir desculpas a Mogli, mas encontra Baloo, e grita por socorro. Shere Khan aparece na aldeia, e todo mundo acha que ele é o animal que visto por Shanti. Após Baloo e Mogli fugirem para a selva, Shanti, que acredita que estão roubando seu amigo, segue-os. Kaa encontra Mogli e Baloo a falar, e tenta comê-lo, mas, felizmente, ele falha.
Mais tarde, Kaa descobre Shanti, e tenta dvorá-la. Ele começa a hipnotizá-la com seu olhar penetrante, mas Ranjan aparece e resgata Shanti em tempo, salvando-a do transe. Ranjan começa batendo em Kaa com uma vara e Kaa acaba acidentalmente ingerindo uma grande pedra. O peso da pedra faz seu corpo enrolado cair em cima dele. Embora ainda batendo em Kaa, Ranjan consegue libertar Shanti da serpente. Rapidamente Ranjan repele Kaa e faz com que a cobra caia em um barranco perto de um coqueiro. Mogli parece estar gostando da floresta como antes, e Baloo fala sobre sua vida na aldeia e sua relação com Shanti. Logo o antigo guardião de Mowgli, a pantera Bagheera, percebe que Mogli escapou da aldeia dos homens com Baloo e tenta encontrá-lo. Shanti e Ranjan, que ainda estão à procura de Mogli, perdem-se na selva.

## Elenco
- John Goodman - Baloo
- Haley Joel Osment - Mowgli
- John Rhys-Davies - Pai de Ranjan
- Phil Collins - Lucky
- Mae Whitman - Shanti
- Connor Funk - Ranjan
- Bob Joles - Bagheera
- Tony Jay - Shere Khan
- Jim Cummings - Kaa / Coronel Hathi / M.C. Monkey

Outras vozes: Baron Davis, Bobby Edner, Brian Cummings, Devika Parikh, Jeff Bennett, Jess Harnell, Jodi Carlisle, J. Grant Albrecht, Venna Bidasha.

## Trilha sonora
1. "Ritmo da Selva - Ian Maia, Lorena Crespo, Roberta Santos, Alessandra Maia e Alexandre Drummond
2. "Somente o Necessário (Solo do Baloo) - Sérgio Loroza
3. "A Marcha do Coronel Hathi - Abdullah, Dênis Goursand, Jairo Bonfim e Marlon Saint
4. "Somente o Necessário - Sérgio Loroza e Ian Maia
5. "Selvagem - Sérgio Loroza e Márcio Simões
6. "Ritmo da Selva (Solo do Mowgli) - Ian Maia
7. "Somente o Necessário (Reprise) - Ian Maia, Sérgio Loroza, Roberta Santos e Márcio Simões
8. "I Wanna Be Like You - Smash Mouth
9. "Right Were I Belong - Windy Wagner
10. "O Tigre na Aldeia  - (Score)
11. "O Novo Dia - (Score)
12. "O Estádio de Gongos - (Score)
13. "O Tigre Ataca - (Score)